# Дубки (парк, Москва)
Парк «Дубки́» — парк, расположенный на севере Москвы, в Тимирязевском районе Северного административного округа. С 2021 года парк находится в ведении ГАУК г. Москвы «ПКиО «Дубки».

## Расположение
Расположен между улицами Немчинова, Ивановской и Дубки.

## История
Изначально безымянная дубовая роща располагалась рядом с территорией усадьбы Петровское-Разумовское и была отделена от неё лугом. В 1861 году эта территория была выкуплена для Петровской сельскохозяйственной и лесной академии, в результате чего часть территории дубовой рощи была урезана за счет перепланировки участка — здесь построили проезды, местные земли стали продавать и сдавать землю в аренду под дачи. Местные жители прозвали поселок «Соломенной сторожкой». В 1862 году здесь предполагалось строительство первого в Москве зоопарка — дубрава (вместе с Нескучным садом и Пресней) была одной из локаций, предложенных правительством Московскому обществу акклиматизации диких животных. Предлагаемый участок отлично подходил по размерам и планировке, но из-за удаленности на тот момент территории от Москвы было опасение, что посетители не поедут так далеко от центра города, чтобы посмотреть на животных.
Название «Дубки» парк получил уже после Великой Отечественной войны. Тогда дубраву хотели вырубить, но местные жители её отстояли. Здесь обустроили парк свободной планировки, посадили декоративные деревья — черемуху Маака и Вергинскую, рябину черноплодную и гранатную, каштаны, сирень и жасмин. Дополнительно были высажены новые молодые дубы, которые и дали название парку. Для досуга посетителей в зелёной зоне обустроили аллеи и дорожки (посыпанные гравием) и построили детские площадки.
В 1980-е годы зашла речь о вырубке дубовой рощи под жилое строительство, но жители снова отстояли парк.
В 1997 году в юго-восточной части парка была воссоздана церковь, построенная в 1915—1916 годах Федором Осиповичем Шехтелем на месте, где сегодня располагается дом 4 на улице Дубки. Деревянный храм был освящен в честь святого Николая и получил название «Храм Святителя Николая Чудотворца у Соломенной сторожки». Инициаторами строительства церкви стали командиры располагавшейся неподалёку 675-й Тульской пешей дружины полковник А. А. Мозалевский, жертвователь, будущий староста церкви В. И. Заглухипский и жители села Петровско-Разумовское. Церковь выполнили в стиле русских шатровых храмов XVI—XVIII веков. Шехтель отмечал, что «церковь скомпонована в характере северных церквей Олонецкой губернии, за исключением звонницы, так как на Севере колокольни ставились отдельно от церкви; звонницы начинаются от Костромской области». В 1935 году храм был закрыт во время гонений на церковь, у него сломали звонницу и шатер, однако какое-то время здесь все ещё продолжались богослужения. Позднее в церкви было размещено общежитие, а в 1960-е годы постройку снесли окончательно.
В 2000 году к 55-летию Победы в южной части парка также был установлен мемориал в честь героев Великой Отечественной войны, проживавших в районе, — надпись на памятнике гласит: «Тимирязевцам за веру, отечество и народ жизнь свою положившим».

## Достопримечательности
Парк представляет собой типичную подмосковную дубраву. В 1986 году проведена реконструкция, в 1995, 2007 и 2019 — капитальный ремонт. Имеет свободную планировку с развитой дорожно-тропиночной сетью.
Украшением парка служат дубовая аллея, пруды и Храм Святителя Николая у Соломенной сторожки, возведённый здесь в 1997 году в качестве реплики летней церкви, находившейся некогда неподалёку — построенная в 1916 году по проекту архитектора Фёдора Шехтеля на средства 675-й Тульской пешей дружины, её командира полковника А. А. Мозалевского, будущего старосты церкви В. И. Заглухипского, а также дачников Петровско-Разумовского, в советское время она обветшала и была снесена в 1960-е годы.
В годовщину 55-летия победы в парке был открыт мемориал памяти жителей Тимирязевского района, погибших на фронтах Великой Отечественной войны.
Два пруда соединены узкой (около 3 метров) протокой, через которую перекинут деревянный мостик. Берега отделаны деревянными сваями.
Летом на прудах работают фонтаны и плавают утки. В парке имеются детские и спортивные площадки, по выходным проводится катание на лошадях.
В марте 2016 года в непосредственной близости от парка (Ивановская улица, владение 19—21), началось строительство 22-этажного жилого комплекса «Тимирязев парк». Вырубка нескольких десятков вековых дубов вызвала массовые протесты местных жителей, которые были жёстко разогнаны охраной стройки при взаимодействии с полицией; некоторые защитники парка получили травмы различной тяжести. Законность стройки оспаривается в судебном порядке.

## Реконструкция парка
Парк был обновлен по программе «Мой район» — работы закончились в 2019 году. По просьбам жителей было принято решение не менять планировку зелёной зоны, а лишь обновить здесь изношенную инфраструктуру. В парке обустроили три детские площадки с травмобезопасным резиновым покрытием и три воркаут-зоны — одна рядом с Храмом Святителя Николая у Соломенной сторожки, вторая в западной части парка и третья — на севере зоны отдыха. Здесь же установили хоккейную коробку с трибунами и пунктом проката инвентаря, разместили три стола для игры в настольный теннис и обустроили теннисные корты. В центральной части парка реконструировали его узнаваемые достопримечательности — ротонду и колоннаду, а также обустроили набережную прудов и уложили узорную плитку на прогулочном пространстве вокруг водоемов. Неподалёку от прудов была обустроена площадка для игры в волейбол. Вдоль Ивановского проезда в восточной части парка была проложена велодорожка.

## Галерея

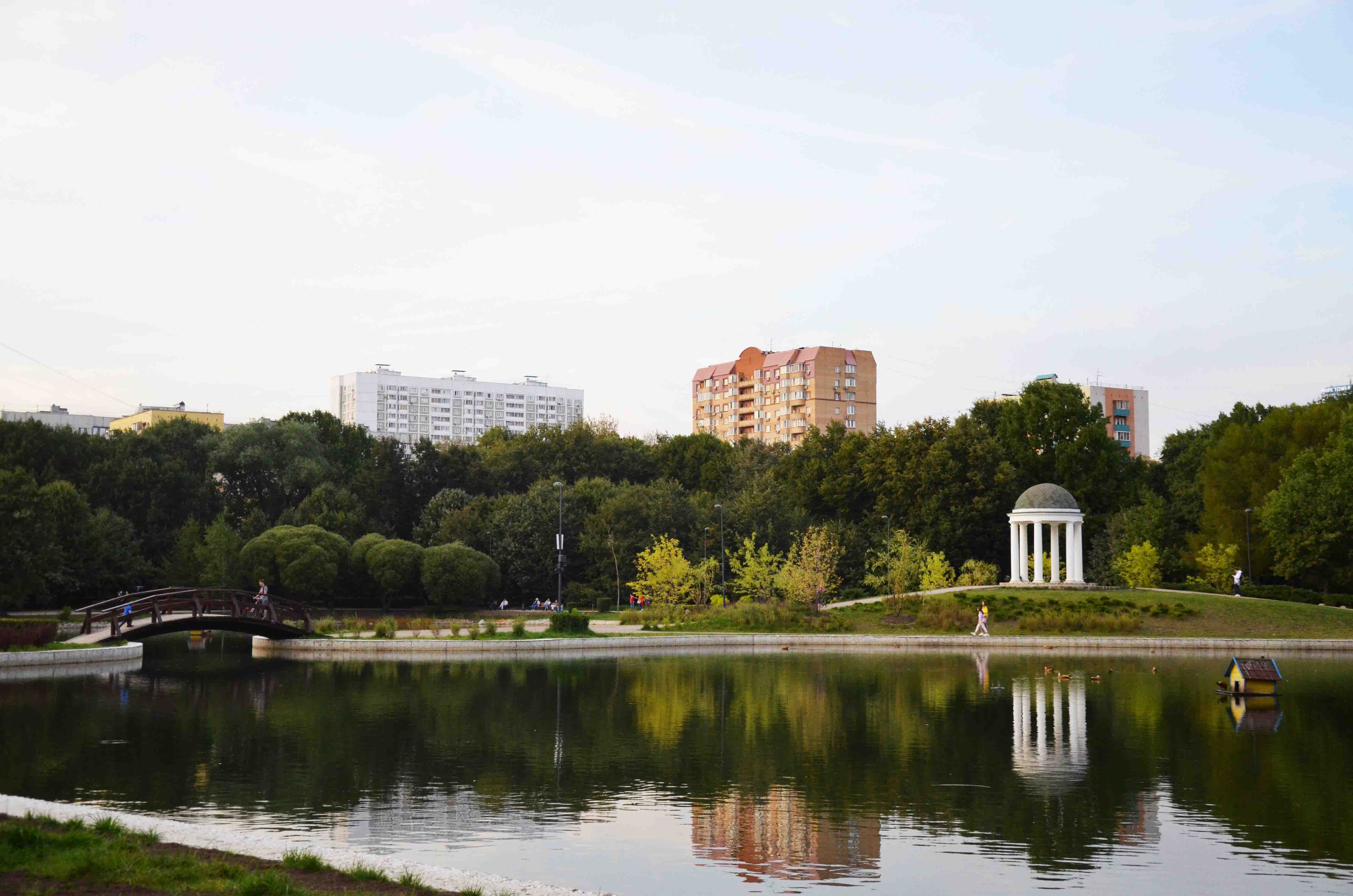
Парк «Дубки» после реконструкции
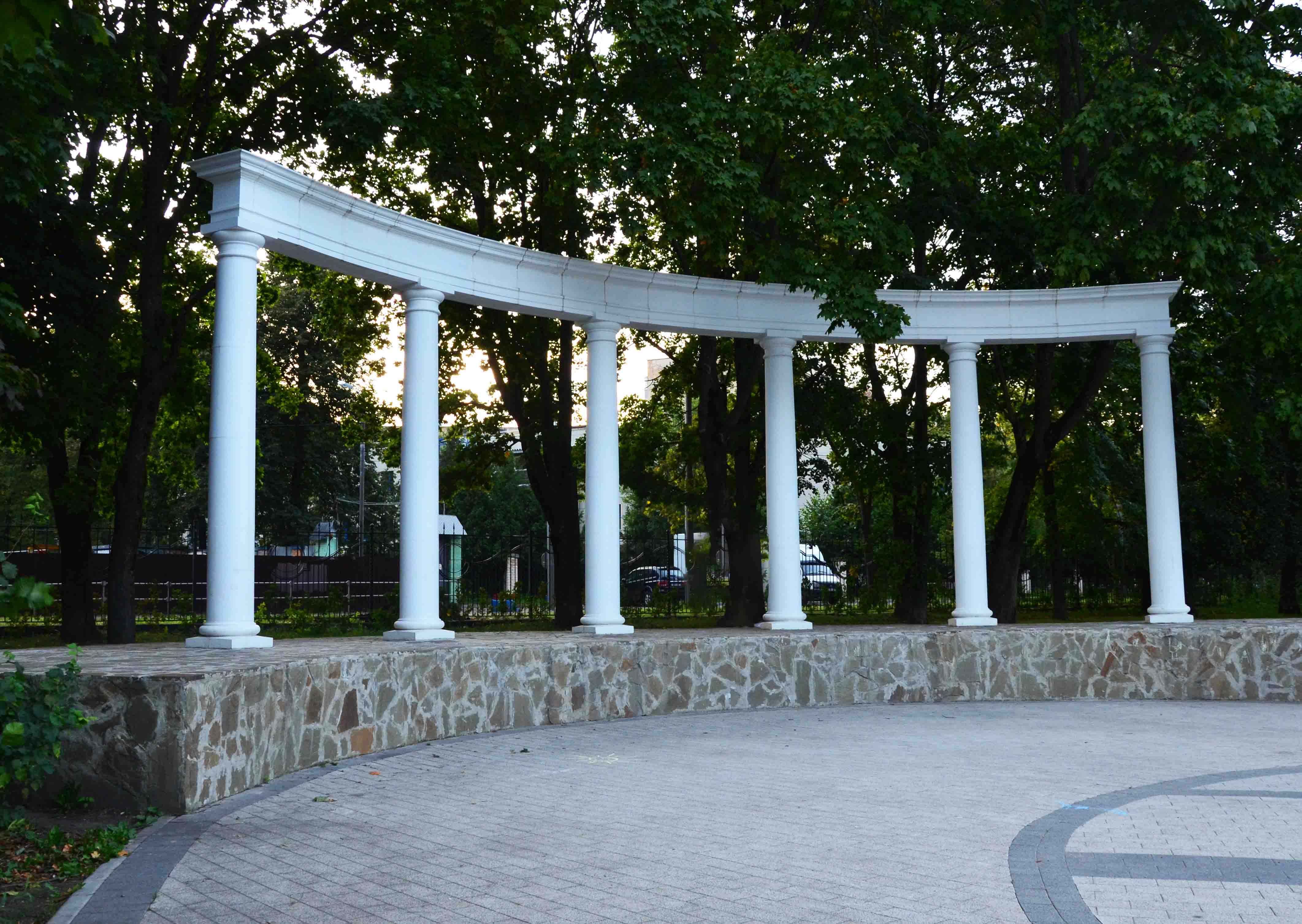
Колоннада в парке Дубки